# Tatabányai Sport Club (vívószakosztály)
A Tatabányai Sport Club, vagy röviden TSC egy tatabányai sportegyesület, mely több szakosztállyal rendelkezik, ez a lap a vívószakosztályt mutatja be.

## A vívószakosztály története
Az ötvenes években a vívás volt a legsikeresebb magyar sportág. Egyértelmű hát, hogy az olimpiákon szerzett eredmények hatására Tatabányán is elterjedt a mozgás e fajtája. 1950-ben megbízta Kaszás IstvánKósa István testnevelő tanárt, a város univerzális szakemberét, alapítson vívószakosztályt. Kósa komolyan vette a feladatát, nekilátott felépíteni a sportág tatabányai alapjait. A víváshoz szükséges eszközből alig volt. Mindössze két plasztron és fejvédő, meg néhány tőr akadt a szakosztályban. Mindenkinek várnia kellett a sorára, ezért vívás helyett sokszor kiegészítő gyakorlatokat végeztek.     Először a sportotthonban, később a Szayer vendéglő feletti nagyteremben találkoztak. Amikor a klub vásárolt egy újabb – nem olcsó – felszerelést, már több pár állhatott egymással szemben. A növekvő létszámú társaságból kiemelkedtek az ügyesebb, tehetségesebb versenyzők: Haraszti László, Forgács László, Juhász József, Kovács Béla; a lányoknál pedig Szabó Zsuzsa.Az alapítást követő évben a Bányász vívói kóstolóként meghívták a Ganz TE-t. A küzdelemben a viszonyoknak megfelelő eredmény született: kardban 13:3-ra, tőrben 12:4-re és 13:3-ra győztek a vendégek. Az ambíció mégis nőtt, új reménységként Szendőfy György, Németh Vilmos és csatlakozott a csapathoz. A fiatal vívók a tatai versenyeken szereztek újabb rutint: a Ganz TE következő látogatásán a TBSC egyik csapata már 9:7-re győzni tudott. Egy salgótarjáni egyéni versenyen Regős MihályJuhász, Haraszti, Kovács és Licul a helyezettek közé került.Megszületett tehát az alap, a szakosztály ígéretessé vált, ezért a klub 1953-ban szerződtette Ombódi Mihályt. Az edző versenyzőként is óriási húzóerőt jelentett. Edzésein pedig élmény volt részt venni. Ombódi a haladókkal foglalkozott, a kezdők próbálkozásait Kósa István figyelte. Ebben az esztendőben a TBSC vívói minden fegyvernemben értek el helyezéseket, majd a Balaton-bajnokságra is meghívták a csapatot. Haraszti László a magyar bajnokságon tőrvívásban már az elődöntőig jutott.    Egyre népszerűbb lett a vívás. A szakosztály edzéseit áthelyezte a bányaipari technikumba, Újvárosban pedig – Bánkuti Lajos irányításával – külön kis csoport alakult. Ebben az időben már négy-öt első osztályú vívója volt a klubnak, ahová százával jelentkeztek a fiatalok. A vívás divattá vált, ám a páston csak a jelentkezők töredéke maradt meg. Ehhez hozzájárult, hogy versenyzői szintet csak hatalmas kitartással érhetett el valaki. Akik elérték, azoknak a területi és szakmai bajnokságok adtak lehetőséget erőfelmérésre. Az 1953-as bányászbajnokságon minden fegyvernemben tatabányai győztest avattak. A komáromi Pannónia Kupán harmadik, a veszprémi Bakony Kupán első lett a csapat. Boros László párbajtőrben területi ifjúsági bajnokságot nyert. Ötvennyolcban már a Pannónia Kupán is Ombódi Mihály tanítványai győztek. Ebben az évben összesen harmincegy versenyen indultak, ezeken tizenegy első, hat második és hét harmadik helyezést szereztek. Az egyéni viadalokon főképp Haraszti, Juhász és Kutasi, a lányoknál Szentirmai Enikő jeleskedett.A klubtól minden támogatást megkaptak. Tatabányán még egy meghívásos párbajtőrversenyt is rendezni tudtak: ennek három NDK-beli vívó adott nemzetközi jelleget. A Bányászt már az ötvenegy vidéki szakosztály legjobbjaként tartották számon. Kutasi Jenőt bevették a válogatott keretbe: előbb az ifjúságiak, aztán a felnőttek csapatába.A hatvanas években három edző – Ombódi Mihály, Kósa István, Nemes Ferenc – dolgozott a klubnál. A szakosztályban számos tehetséges vívó nevelkedett, köztük Lipót János, Vendég Gábor, Árpád és József, valamint Futó Veronika és Wéber Gabriella. Az első osztályú vívók több kiváló eredményt értek el, ám az igazi kiugrást a hetvenes évek második felétől lehetett tapasztalni a TBSC-nél. 1977-ben – Ombódi Mihály javaslatára – új, főállású szakedzőt, Nagy Antal Csabát szerződtette le a klub. A munka komolyságát tükrözte, hogy az edző belépésének percétől mindennap volt edzés, amit korábban a bányaipari technikumban, 1977 után a Ságvári általános iskola tornatermében tartottak. Nagy Antal Csaba toborozni indult az iskolákba, és a “gyűjtőmunkának” lett is eredménye. Számos fiatal kezdett el vívni. A TBSC vívószakosztálya 1977-től 1988-ig fénykorát élte. Ebben az időszakban felnőtt egy olyan korosztály, melynek tagjai méltán állhattak pástra itthon és külföldön egyaránt. A TBSC hét első osztályú párbajtőrvívót számolt. Akkoriban Magyarországon mindössze húsz-huszonöt ilyen szintű vívót jegyeztek, tehát Tatabánya magasan kiemelkedett. Csabai Imre, Németh Gábor, Szőke Attila, Szikrai István, Várnagy Péter, Szentirmai Ferenc és Hegedűs Ferenc az ország legjobbjai közé tartoztak. Egyértelmű volt, hogy a TBSC párbajtőrözői (Csabai Imre, Kiss Károly, Szitányi József
Hegedűs Ferenc, Villányi Zsolt és Németh Gábor) 1977-ben – egyedüli vidékiként –  jutottak az első osztályba. Hegedűsék az első évben az ötödik helyet szerezték meg a nyolcas mezőnyben. A tatabányaiak 1977-től 1986-ig harminchat vidékbajnokságot és tizennyolc korosztályos magyar bajnokságot nyertek, de a kupákon is állandó helyezettek voltak. Szikrai István és Szőke Attila juniorban és ifiben egyéni és csapatbajnokságot is nyert. A fiatalok az Erdélyből érkezett Kiss Károly – világbajnoki bronzérmes – “hátán” nőttek fel. Az említettek mellett Plásztán Attila és Patyi Sándor személyében újabb reménységek kaptak lehetőséget. A remek eredményeknek köszönhetően Hegedűs Ferenc 1979-ben a B-válogatott keret tagja lett. A nyolcvanas években már nemzetközi eredményeket is elkönyvelhetett a TBSC klubvezetése. Hegedűs Ferenc 1983-ban hatodik helyezést ért el a Tokaj Expressz Kupán, majd a tehetséges versenyző odaért (volna) álmai kapujába: 1984-ben jelölték a Los Angeles-i olimpiára utazó magyar keretbe. Mint tudjuk, a “szocialista tábor”, benne a magyar csapat nem vett részt a játékokon. Vigasztalásul Moszkvában úgynevezett ellenolimpiát rendeztek. Hegedűs itt a hatodik helyen végzett. A TBSC legeredményesebb vívója ebben az évben a magyar ranglista második helyén állt. Hegedűs Ferenc 1987-ben megnyerte a magyar bajnokságot. Érdekesség, hogy utoljára 1968-ban, tehát tizenkilenc évvel korábban volt vidéki magyar bajnok párbajtőrben. Hegedűs 1988-ban végre tagja volt az olimpiára utazó keretnek. A magyar csapat Szöulban a hatodik helyen végzett, de nem ez volt Hegedűs legjobb eredménye. A TBSC versenyzője – már a BVSC színeiben – 1992-ben olimpiai ezüstöt szerzett. Közben a TBSC csapata is szállította a már-már elvárható eredményeket: 1982-ben ezüstérmes, 1983-ban és ‘85-ben bronzérmes lett a csapat. A tatabányai vívók remeklésének egyik biztosítéka volt Vass Imre edzősködése. Ő a 60-as 70-es évek olimpiai bajnok párbajtőrözőinek trénere volt, itt pedig hetvenévesen is komoly segítséget jelentett a TBSC fiatal vívói számára. 1985-től 1988-ig Szamódy Zsolt volt a vívószakosztály edzője, majd a vezetőedzői feladatokat is ellátta. A bánya anyagi gondjaival a vívószakosztály léte is veszélybe került. 1988-ban a nehéz anyagi helyzet miatt valamennyi felnőtt versenyzőjétől megvált a szakosztály. Az olimpiáról hazaérkezett Hegedűs Ferenc meglepetten vette tudomásul a döntést, miként Csabai, Szikrai és Szőke is. A négy fiatalember a BVSC-hez szerződött. A fővárosi csapattal 1990-ben magyar bajnokságot nyertek, számos világ- és Európa-bajnokságon vettek részt, ám távozásukkal az utolsó nagy vívógeneráció tagjai kényszerültek elhagyni Tatabányát. 1988 után a korábban “zöldfülűként” Tatabányára érkezett Plásztán Attila vette át a megmaradt, főképp utánpótlás korúak irányítását. Plásztán Attila csoportokat toborzott, és az utóbbi években – az anyagi körülményeknek megfelelően – eredményes vívóiskolát hozott létre. A csapat továbbra is tagja a mára kissé felhígult magyar élvonalnak, és néhány fiatal személyében ma is van remény arra, hogy – mint a hetvenes évek derekán – újra felnőjön egy, a régiek sikereit folytató generáció.